# Stabat Mater
Stabat Mater er en passionssalme fra middelalderen.  Forfatterskabet er usikkert, og digtet har både været tilskrevet franciskanermunkene Bonaventura († 1274) og Jacopone da Todi (1236-1306). Salmen skildrer Jomfru Marias smerte, mens hun står ved korsets fod.
Stabat Mater findes i Den Danske Salmebog i to oversættelser af N.F.S. Grundtvig:
- Naglet til et kors på jorden (nr. 195)[1]
- Under korset stod med smerte (nr. 196)[2]

Stabat Mater er sat i musik af 
- Palestrina
- Scarlatti
- Pergolesi
- Haydn
- Rossini
- Siboni
- Dvořák
- Verdi
- Szymanowski
- Poulenc
- Pärt